# Not Shy (canção de Itzy)
"Not Shy" é uma canção gravada pelo girl group sul-coreano Itzy para seu terceiro extended play (EP) de mesmo nome. Foi lançada como o single principal do EP pela JYP Entertainment e Republic em 17 de agosto de 2020. É uma canção que mistura R&B e trap-dance, impulsionado por batidas rápidas e sons 'intensos' de saxofone. Com uma mistura de influências hip hop, pop e caribenha, com letras de J.Y. Park. A canção incentiva a expressão confiante do amor sem hesitação, refletindo uma mudança notável no estilo do grupo com seu ritmo otimista e mensagem empoderadora.
Comercialmente, "Not Shy" alcançou a posição nove na Gaon Digital Chart e a quarta posição na Billboard K-pop Hot 100, dando a Itzy seu quarto hit no top 10 de ambas as paradas. A canção ganhou cinco prêmios de programas musicais na Coreia do Sul e desde então foi certificada com ouro pela Associação da Indústria de Gravação do Japão (RIAJ). Um videoclipe foi carregado no canal da JYP no YouTube simultaneamente com o lançamento do single e ultrapassou 200 milhões de visualizações na plataforma.

## Antecedentes e lançamento
Em 22 de junho de 2020, foi noticiado que Itzy estaria se preparando para um retorno no final de julho. Em 10 de agosto, a lista de faixas do EP foi lançada com "Not Shy" anunciada como single principal. Dois dias depois, o teaser do videoclipe foi lançado. "Not Shy" foi lançado junto com seu videoclipe em 17 de agosto.
Em 22 de janeiro de 2021, uma versão em inglês de "Not Shy" foi lançada no EP de estreia em inglês de Itzy, Not Shy (English Ver.). Foi acompanhado por um videoclipe apresentando avatares 3D Zepeto das integrantes. Uma versão japonesa de "Not Shy" também foi incluída no primeiro álbum de compilação de Itzy, It'z Itzy, lançado em 22 de dezembro de 2021. As letras em japonês foram escritas por Yohei.

## Composição e letra
"Not Shy" composta por Kobee e Charlotte Wilson e foi escrita pelo fundador da JYP J.Y. Park “The Asiansoul” que também cuidou do arranjo ao lado de Kobee e earatack. A canção é uma peça acelerada de R&B trap-dance, liderada por batidas rápidas e sons 'intensos' de saxofone. Ela combina perfeitamente elementos hip hop e pop com influências caribenhas, exalando uma distinta "sensação de reggae". Em termos de notação musical, a canção é escrita na tonalidade Ré menor, com andamento de 101 batidas por minuto.
A música-título “Not Shy” transmite a mensagem de que você deve se expressar com confiança e ser destemido no amor.  Acho que essa música vai encorajar muitas pessoas. Estou muito orgulhosa dessa música também, pois gosto muito da mensagem dela. Chaeryeong sobre o significado por trás da canção via Elle.
Liricamente, foi descrita como a primeira "canção com tema de amor" de Itzy, um afastamento de seu estilo anterior. O enredo da canção enfatiza o fortalecimento da voz, no contexto da protagonista declarando seu amor à sua paixão - uma "confissão muitas vezes marcada pela hesitação". Através de seus versos, o grupo defende uma autoexpressão confiante, incentivando os ouvintes a transmitirem seus sentimentos abertamente e sem reservas. Frases como "Por que esperar, o que você está fazendo?"  e "Por que não posso te contar meu coração?"  destacam a coragem inabalável e a honestidade no amor das cantoras, promovendo uma mensagem de autenticidade e destemor. Além disso, frases como "Não sou tímida, não sou eu / Eu te digo o que quero rapidamente / E se eu não puder? 'Por que você não pode dizer sim'" servem como fonte de encorajamento para aqueles que lutam para expressar suas emoções, inspirando-os a perseguir corajosamente seus desejos românticos.

## Promoção
Antes do lançamento em 17 de agosto, o grupo conduziu uma transmissão ao vivo intitulada "Countdown Spot Live" através de suas plataformas de mídia social para interagir com seus fãs. No mesmo dia, elas realizaram outra transmissão ao vivo chamada "ITZY 'Not Shy' Live Premiere" em seu canal oficial do YouTube, que foi ao ar uma hora e meia antes do lançamento. Durante esta transmissão, os membros apresentaram o novo álbum, discutiram as músicas e a coreografia e ofereceram prévias do MV e dos preparativos dos bastidores. Ao mesmo tempo, a canção foi lançada em várias plataformas de streaming.
Itzy iniciou suas atividades promocionais em 18 de agosto, começando com aparições em programas de rádio sul-coreanos como Choi Hwa-jung's Power Time da SBS e Idol Radio da MBC. Ao longo da semana, elas agraciaram vários programas musicais sul-coreanos incluindo M Countdown da Mnet, Music Bank da KBS2, Show! Music Core da MBC e Inkigayo da SBS, marcando um retorno de sucesso. No dia 25, elas apareceram como convidadas no programa "Song of Hope at Noon, Kim Shin-young" da MBC' FM4U. Em 29 de agosto, elas se apresentaram no programa de TV americano MTV Fresh Out Live e posteriormente compartilharam uma performance completa em seu canal no YouTube. Em 8 de setembro, Itzy se envolveu com seus fãs em um evento especial chamado "Rooftop Live", onde apresentaram "Not Shy" e outras faixas. A programação promocional de 4 semanas foi concluída em 13 de setembro com outra aparição no Inkigayo.

## Recepção
Time chamou "Not Shy" de uma das canções que definiram 2020, elogiando o uso de melodias de saxofone, percussão urgente e "a expressão atrevida do grupo", bem como a forma como o grupo estabeleceu seu "repertório de hinos auto-capacitadores no curto período desde que estreou em 2019." Foi incluída na lista da CNN Philippines das melhores músicas de K-pop de 2020.

## Créditos e pessoal
Créditos adotados de Melon.
Estúdio
- JYPE Studio – gravação, mixagem, edição digital
- Sterling Sound – masterização
- Studio Nomad – edição digital

Pessoal
- Itzy – vocais
- Park Jin-young – letra, arranjo
- Sophia Pae – letra em inglês, diretor vocal, engenheiro vocal
- Charlotte Wilson — composição
- Earattack — arranjo
- Kobee — composição, arranjo, diretor vocal, sintetizadores, baixo, bateria, programação de computador
- Perry (PERRIE) — diretor vocal
- Eunjung Park — engenheiro de gravação
- Manny Marroquin— engenheiro de mixagem
- Robin Florent — engenheiro de mixagem
- Chris Galland — ajudante
- Jeremie Inhaber — ajudante
- Zach Pereyra— ajudante
- Chris Gehringer — masterização

## Reconhecimentos
"Not Shy" ganhou cinco prêmios de programas musicais, incluindo uma coroa tripla (ou três vitórias) no M Countdown. Recebeu indicações para Artista do Ano - Canção Digital (Agosto) no 10º Gaon Chart Music Awards e Melhor Letra – Estrangeira no Hong Kong Asian Pop Music Awards.
| Programa      | Data                   | Ref.   |
| ------------- | ---------------------- | ------ |
| Show Champion | 26 de agosto de 2020   | [ 36 ] |
| Music Bank    | 28 de agosto de 2020   | [ 37 ] |
| M Countdown   | 3 de setembro de 2020  | [ 38 ] |
| M Countdown   | 10 de setembro de 2020 | [ 39 ] |
| M Countdown   | 17 de setembro de 2020 | [ 40 ] |

## Desempenho nas paradas musicais

### Paradas semanais
| Parada musical (2020)                               | Melhor posição |
| --------------------------------------------------- | -------------- |
| Coreia do Sul (Gaon)                                | 9              |
| Estados Unidos (Billboard World Digital Song Sales) | 8              |
| Japão (Japan Hot 100)                               | 18             |
| Global 200 (Billboard)                              | 124            |
| Nova Zelândia (RMNZ)                                | 16             |
| Singapura (RIAS)                                    | 2              |

### Paradas mensais
| Parada (2020)        | Posição |
| -------------------- | ------- |
| Coreia do Sul (Gaon) | 46      |

### Paradas de fim de ano
| Parada (2020)        | Posição |
| -------------------- | ------- |
| Coreia do Sul (Gaon) | 113     |

## Histórico de lançamento
| Região | Data                  | Formato                    | Versão             | Gravadora            | Ref    |
| ------ | --------------------- | -------------------------- | ------------------ | -------------------- | ------ |
| Varias | 17 de agosto de 2020  | Download digital streaming | Original (Coreano) | JYP Republic Dreamus | [ 49 ] |
| Varias | 22 de janeiro de 2021 | Download digital streaming | Inglês             | JYP Republic Dreamus | [ 50 ] |